# Aysha insulana
Aysha insulana là một loài nhện trong họ Anyphaenidae.
Loài này thuộc chi Aysha. Aysha insulana được Arthur Merton Chickering miêu tả năm 1937.